# Паульс, Гастон
Гасто́н Па́ульс (исп. Gastón Pauls, род. 17 января 1972, Буэнос-Айрес) — аргентинский актёр, продюсер и ведущий.

## Биография
Родился 17 января 1972 года в Буэнос-Айресе в семье актёра и кинопродюсера Акселя Паульса и художницы Марины Герреро. У Гастона есть родной брат Николас (актёр и музыкант), а также сводные братья — Алан (писатель) и Кристиан (актер и режиссер) и сводная сестра Ана (актриса).
Гастон Паульс начал свою карьеру на телевидении ведущим музыкальной программы. Снимался в телесериале Verdad consecuencia, первом успешном продюсерском проекте Адриана Суара, демонстрировавшемся на Канале 13. Паульс принимал участие в постановках Алехандро Дориа и в теленовеллах «Крылья, сила и страсть» (1998) и «Мамочки» (1999). В театре Гастон Паульс играл в пьесах «С холста» (1998), «Портеньоc» (исп. Porteños, 2001—2002) и «Кошка на раскалённой крыше» (2001).
Первая крупная работа Паульса в большом кино — «Территория команчей» (Comanche Territory) (1997). Его партнёрами в этом фильме были Иманоль Ариас и Сесилия Допасо. Однако международное признание Паульсу принесла роль в триллере «Девять королев» Фабиана Бьелински, где он работал вместе с Рикардо Дарином и Летисией Бредиче. Исполнение Паульса было отмечено на международном кинофестивале в Биаррице, где он получил, как и Рикардо Дарин, приз за лучшую мужскую роль.
В 2003 году Паульс вернулся на телевидение, исполнив роль в художественном фильме Tres padres solteros, работал в выпускавшейся до 2006 года компанией Telefe программе Ser Urbano el, представляющей собой сочетание журналистики и игрового и документального кино. В 2008 году Паульс продюсировал сериал «Все против Хуана», и одновременно исполнил там одну из ролей. Успех сериалу принёс талантливый сценарист и режиссёр Габриэль Несси. Апогеем проекта стало приглашение в последний эпизод Стива Карелла.
В 2005 году вместе с Алехандро Суаей Паульс основал компанию Rosstoc S.A., в которую ему удалось привлечь профессионалов своего дела. Проектами Rosstoc S.A., среди прочего были телепрограмма «Лучше говорить о некоторых вещах» (исп. Mejor hablar de certas cosas), телесериалы «Все против Хуана» и «Свидание вслепую» (исп. Ciega a citas). Однако в 2010 году компания обанкротилась.
Паульс работает также и в документальном кино: он снял документально-художественный фильм о средствах массовой информации «Коммуникационные страхи» (исп. Miedos de Comunicación), совместно с Мариано Старостой написал сценарий документального фильма о жизни священника Карлоса Мугики.

## Личная жизнь
В 1994 году на съемках «Русской горы» познакомился с актрисой Нэнси Дуплуа. Гастон и Нэнси встречались два года.
Женат на актрисе Агустине Черри, имеет двоих детей.

## Фильмография

### Продюсер
- 2008 — «Все против Хуана» / Todos contra Juan (мини-сериал)
- 2009 — «Мифы, хроники одноразовой любви» / Mitos, crónicas del amor descartable (мини-сериал)
- 2009 — «Свидание вслепую» / Ciega a citas (телесериал,  исполнительный продюсер / главный продюсер)
- 2009 — Las manos al piano (документальный фильм,  исполнительный продюсер)